# Madrano
Madrano is een plaats (frazione) in de Italiaanse gemeente Pergine Valsugana.